# Al-Wehdat Sports Club
Al-Wehdat Sports Club of Amman é um clube de futebol da Jordânia, sendo fundado em 1956 e situado na cidade de Amã. A equipe compete no Campeonato Jordaniano de Futebol.

## História
O clube foi fundado em 1956.
O clube é um dos mais tradicionais do país, com 13 títulos do campeonato nacional e boas participações em competições continentais.

## Títulos
- Campeonato Jordano: 17 (1980, 1987, 1991, 1994, 1995, 1996, 1997, 2004–05, 2006–07, 2007–08, 2008–09, 2010–11, 2013–14, 2014–15, 2015–16, 2017–18, 2020)
- Copa da Jordânia: 11 (1982, 1985, 1989, 1996, 1997, 2000, 2009, 2010, 2011, 2014, 2022)
- Copa FA Shield: 10 (1982, 1983, 1988, 1995, 2002, 2004, 2008, 2010, 2017, 2020)
- Super Copa da Jordânia: 14 (1989, 1992, 1997, 1998, 2000, 2001, 2005, 2008, 2009, 2010, 2011, 2014, 2018, 2021)

## Notáveis futebolistas
| - Hassan Abdel-Fattah - Hisham Abdul-Munam (retired) - Jihad Abdul-Munam (retired) - Sufian Abdullah (retired) - Yousef Al-Amouri (retired) - Othman Al-Qurayni (retired) - Ra'fat Ali (retired) - Ra'ed Assaf (retired) - Amer Deeb - Ezzat Hamza (retired) - Nasser Hasan (retired) - Faisal Ibrahim (retired) - Ali Jummah (retired) - Ayhab Ma'ali (retired) - Jamal Mahmoud (retired) | - Awad Ragheb - Khaled Salim (retired) - Fadi Shaheen - Ashraf Shatat (retired) - Mahmoud Shelbaieh (retired) - Haitham Simreen (retired) - Basem Tim (retired) - Abdullah Abu Zema (retired) - Amer Shafi - Sebastijan Antić - El Hadji Malick Tall - Mohammad Dabundeh - Lobato Helder - Francisco Wagsley - Haidar Abdul-Jabar | - Ali Salah Hashim - Bamba Abdel-Rahman - Musa Watra - Yaseen Al-Sahel - Fahim Al-Sakrouhi - Ahmad Belal - Alaa Ibrahim - Daniel Olerum - Emmanuel Amuneke - Kenneth Ikwugbado - Paul Makejesle - Yanal Abaza - Belal Abduldaim - Ma'an Al-Rashed - Ahmad Deeb | - Mohannad Ibrahim - Nader Jokhadar - Moataz Salhani - Abdelatif Bahdari - Ziyad Al-Kord - Fahed Attal - Khaldoun Fahed - Murad Ismail - Ahmed Keshkesh - Fadi Lafi - Ashraf Nu'man |